# Partille Arena
Partille Arena – wielofunkcyjna hala sportowa w Partille w Szwecji. Najbardziej znanym najemcą jest klub piłki ręcznej IK Sävehof. Oprócz Piłki Ręcznej często odbywają się tu również koncerty.